# Machandel

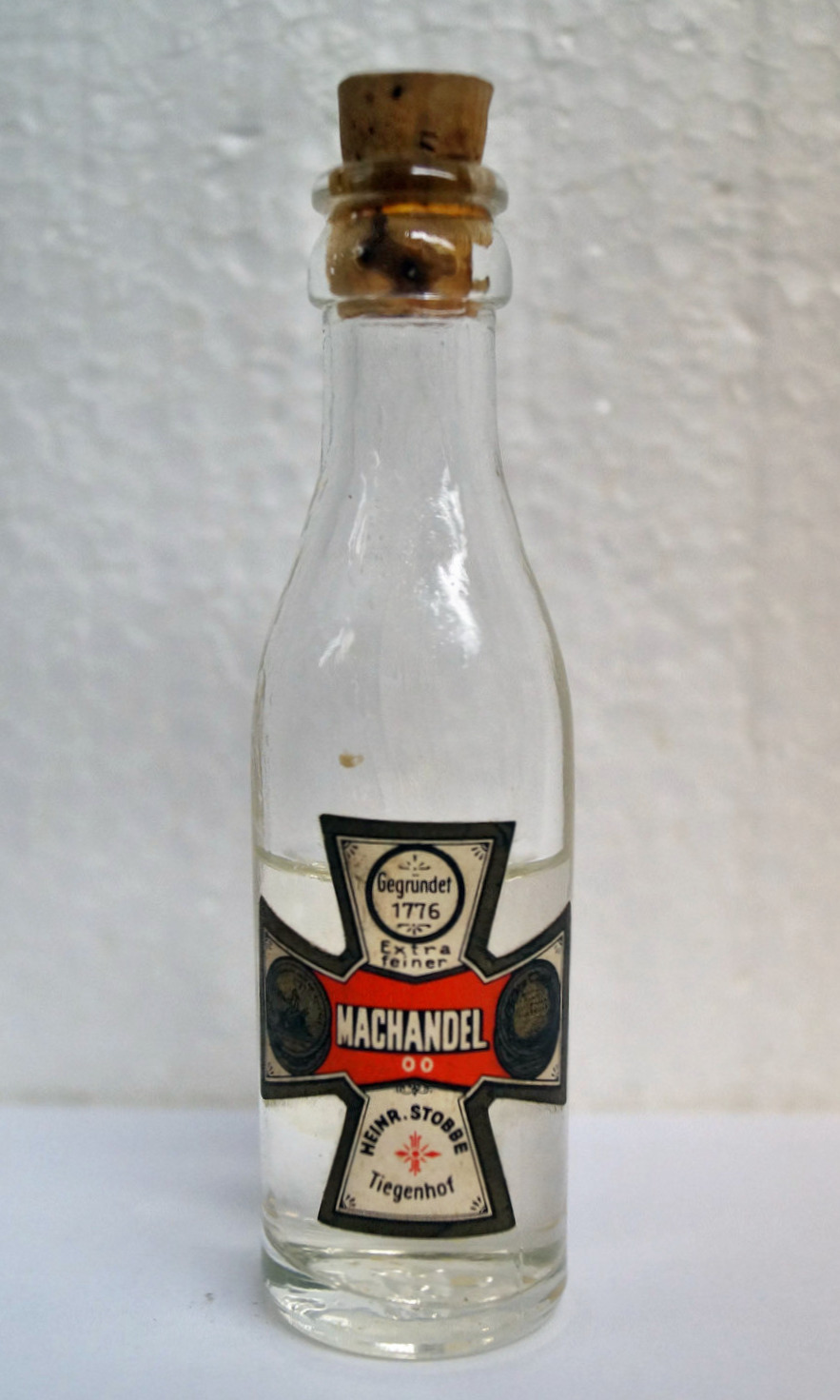
Machandel-Miniatur (ca. 1940er Jahre)

Machandel ist der Name eines farblosen Wacholderschnapses (der Name Machandel ist die niederdeutsche Bezeichnung für Wacholder) – mit einem Alkoholgehalt von 38 Volumenprozent. 

## Geschichte
Hergestellt wurde Machandel vom 3. Mai 1766 bis 1945 durch die Mennoniten-Familie Stobbe im früheren westpreußischen Tiegenhof (heute Nowy Dwór Gdański). Das Unternehmen wurde von Peter Stobbe gegründet. Der Schnaps wurde in Flaschen mit einem Fassungsvermögen von 0,5 l und 0,25 l verkauft, die eine charakteristische Tonnen-Form hatten. Zum Ende des Zweiten Weltkriegs wurde nach dem Einmarsch der Roten Armee das Unternehmen beschlagnahmt und sein Besitzer Bernhard Stobbe in den Ural deportiert. Nach seiner Freilassung 1949 ging er nach Oldenburg und begann dort 1951 wieder mit der Herstellung von Machandel. Anschließend produzierte ihn das Unternehmen Marken-Horst in Osnabrück. Seit 2016 wird Stobbe Gin unter der Regie des Stobbe-Familienmitglieds Uta Stobbe hergestellt, die die Markenrechte am Stobbe Gin erworben hat. Im Jahr 2018 wurde dieser im Südschwarzwald im Auftrag Uta Stobbes von der Brennerei Marder in Albbruck hergestellt. Per Ende 2018 sind drei Stobbe Gin-Marken auf dem deutschen Markt: Stobbe1776, Stobbe 240 Barrel Aged (fassgereift) und Stobbe Basement (fassgereift).
Pillkaller Machandel wurde ursprünglich in Tapiau hergestellt, heute kommt er aus Ahausen-Eversen.